# Al-Kunajtira (Syria)
Al-Kunajtira (arab. ‏القنيطرة‎) – miasto w południowo-zachodniej Syrii, stolica muhafazy Al-Kunajtira, wyludniona i w większości zniszczona. Leży przy północnych stokach Wzgórz Golan.

## Historia
Al-Kunajtira została założona w czasach osmańskich jako przystanek handlowy na trasie karawan kupieckich. W I połowie XX wieku była prężnie rozwijającym się ośrodkiem przemysłowym i handlowym. W 1967 roku w wyniku wojny sześciodniowej miasto znalazło się pod okupacją Izraela. Syria odzyskała przejściowo kontrolę nad Al-Kunajtirą w 1973 roku w czasie wojny Jom Kipur.
Zanim w 1974 roku Izrael przekazał administrację nad miastem oddziałom pokojowym ONZ, ewakuowano stamtąd prawie wszystkich mieszkańców. Według stanowiska strony syryjskiej miasto zostało wtedy zniszczone przez wycofujące się izraelskie oddziały. Izrael twierdzi jednak, że Al-Kunajtira znacznie ucierpiała od syryjskich ostrzałów artyleryjskich już w czasie wojny Jom Kipur. Odtąd Al-Kunajtira jest zaminowanym, opuszczonym miastem (żyje tam tylko kilka rodzin). W retoryce syryjskich władz przywoływana jest jako przykład brutalnego postępowania izraelskiej armii.
Formalnie jest stolicą mufahazy Al-Kunajtira, jednakże de facto funkcję tę pełni Al-Salam.
6 czerwca 2013 roku pobliskie przejście graniczne w Kunajtirze zostało zaatakowane przez siły rebeliantów i tymczasowo zajęte, po czym ponownie zajęła je syryjska armia baas. W lipcu 2013 roku siły opozycyjne zaatakowały wojskowy punkt kontrolny w Kunajtirze, a następnego dnia atakowały już kilka pozycji syryjskiej armii baas w tym mieście.
W sierpniu 2014 roku siły rebeliantów zdobyły przejście graniczne. Podczas walk ranny został filipiński członek Sił Pokojowych ONZ (UNDOF). W rezultacie rząd Austrii ogłosił wycofanie swoich wojsk z misji ONZ.
26 lipca 2018 roku syryjska armia Baas ponownie zajęła miasto Kunajtirę.
Miasto znajduje się pod kontrolą Izraela od grudnia 2024 roku.